# DDR-Badmintonmeisterschaft 1974
Die DDR-Badmintonmeisterschaft 1974 fand vom 27. bis zum 28. April 1974 in Suhl statt. Es war die 14. Austragung der Titelkämpfe.

## Medaillengewinner
| Disziplin    | Gold                                                                        | Silber                                                | Bronze                                                                                     |
| ------------ | --------------------------------------------------------------------------- | ----------------------------------------------------- | ------------------------------------------------------------------------------------------ |
| Herreneinzel | Edgar Michalowski (Einheit Greifswald)                                      | Joachim Schimpke (Fortschritt Tröbitz)                | Roland Riese (Fortschritt Tröbitz)                                                         |
| Herreneinzel | Edgar Michalowski (Einheit Greifswald)                                      | Joachim Schimpke (Fortschritt Tröbitz)                | Erfried Michalowsky (Einheit Greifswald)                                                   |
| Dameneinzel  | Monika Thiere (SG Gittersee)                                                | Christine Zierath (Einheit Greifswald)                | Christel Sommer (HSG DHfK Leipzig)                                                         |
| Dameneinzel  | Monika Thiere (SG Gittersee)                                                | Christine Zierath (Einheit Greifswald)                | Annemarie Richter (Halbleiterwerk Frankfurt / Oder)                                        |
| Herrendoppel | Joachim Schimpke Wolfgang Böttcher (Fortschritt Tröbitz / HSG DHfK Leipzig) | Erfried Michalowsky Klaus Müller (Einheit Greifswald) | Hubert Wagner Erfried Michalowsky (Einheit Greifswald)                                     |
| Herrendoppel | Joachim Schimpke Wolfgang Böttcher (Fortschritt Tröbitz / HSG DHfK Leipzig) | Erfried Michalowsky Klaus Müller (Einheit Greifswald) | Volker Herbst Gerd Pigola (HSG DHfK Leipzig)                                               |
| Damendoppel  | Monika Thiere Jutta Tietze (SG Gittersee)                                   | Christel Sommer Beate Herbst (HSG DHfK Leipzig)       | Angelika Seifert Karin Sitter (Vekoma Bühlau)                                              |
| Damendoppel  | Monika Thiere Jutta Tietze (SG Gittersee)                                   | Christel Sommer Beate Herbst (HSG DHfK Leipzig)       | Christine Zierath Annemarie Richter (Einheit Greifswald / Halbleiterwerk Frankfurt / Oder) |
| Mixed        | Claus Cassens Monika Thiere (SG Gittersee)                                  | Bernd Behrens Jutta Tietze (SG Gittersee)             | Erfried Michalowsky Christine Zierath (Einheit Greifswald)                                 |
| Mixed        | Claus Cassens Monika Thiere (SG Gittersee)                                  | Bernd Behrens Jutta Tietze (SG Gittersee)             | Klaus-Peter Färber Annemarie Richter (Halbleiterwerk Frankfurt / Oder)                     |